# جان بالوتش
جان بالوتش (بالفرنسية: Jean Palluch)‏ ولد في (23 ديسمبر 1923 في جاداتشي) هو لاعب كرة قدم فرنسي الجنسية بولندي المولد كان يجيد اللعب في خط الوسط كما كان يجيد اللعب في خط الدفاع . ساهم في تتويج نادي ستاد رانس ببطولة دوري الدرجة الأولى موسم 1948-1949 بينما ساهم في احتلال نادي مرسيليا المركز الثاني في بطولة كأس فرنسا في موسم 1953-1954 .

## روابط خارجية
- جان بالوتش على موقع قاعدة بيانات كرة القدم.إي يو (الإنجليزية)
- جان بالوتش على موقع عالم كرة القدم.نت (الإنجليزية)
- جان بالوتش على موقع اللجنة الأولمبية الدولية (الإنجليزية)
- جان بالوتش على موقع أوليمبيديا (الإنجليزية)